# El Golobar
El Golobar es un paraje de montaña localizado al norte de la provincia de Palencia, en España. Está situado en una comarca de gran riqueza ecológica, la Montaña Palentina, en el término municipal de Brañosera, el municipio más antiguo de España.
A finales de los años 1960 se proyectó la instalación en sus inmediaciones de una estación de esquí, y se acometió la construcción de varios remontes y de un gran edificio en su cima destinado a un Parador de Turismo, pero el proyecto se paralizó y las instalaciones fueron abandonadas.
La carretera que da acceso al enclave alcanza los 1840 m s. n. m. y es la de mayor altitud de la provincia. Desde el aparcamiento, se puede llegar fácilmente a las cumbres de Valdecebollas y el Sestil, así como otros puntos importantes de la Sierra de Híjar como Sel de la Fuente, donde nace el río Pisuerga.

## Acceso
La carretera que asciende al Golobar parte de la PP-2204 que une Brañosera con Reinosa, en Cantabria (a partir del límite cántabro se denomina CA-280) remontando la Sierra de Híjar. Poco antes de llegar a Salcedillo, se toma un desvío a la izquierda donde comienza la carretera, denominada PP-2203, y que tras 6,5 km llega hasta el refugio de montaña.

## Historia

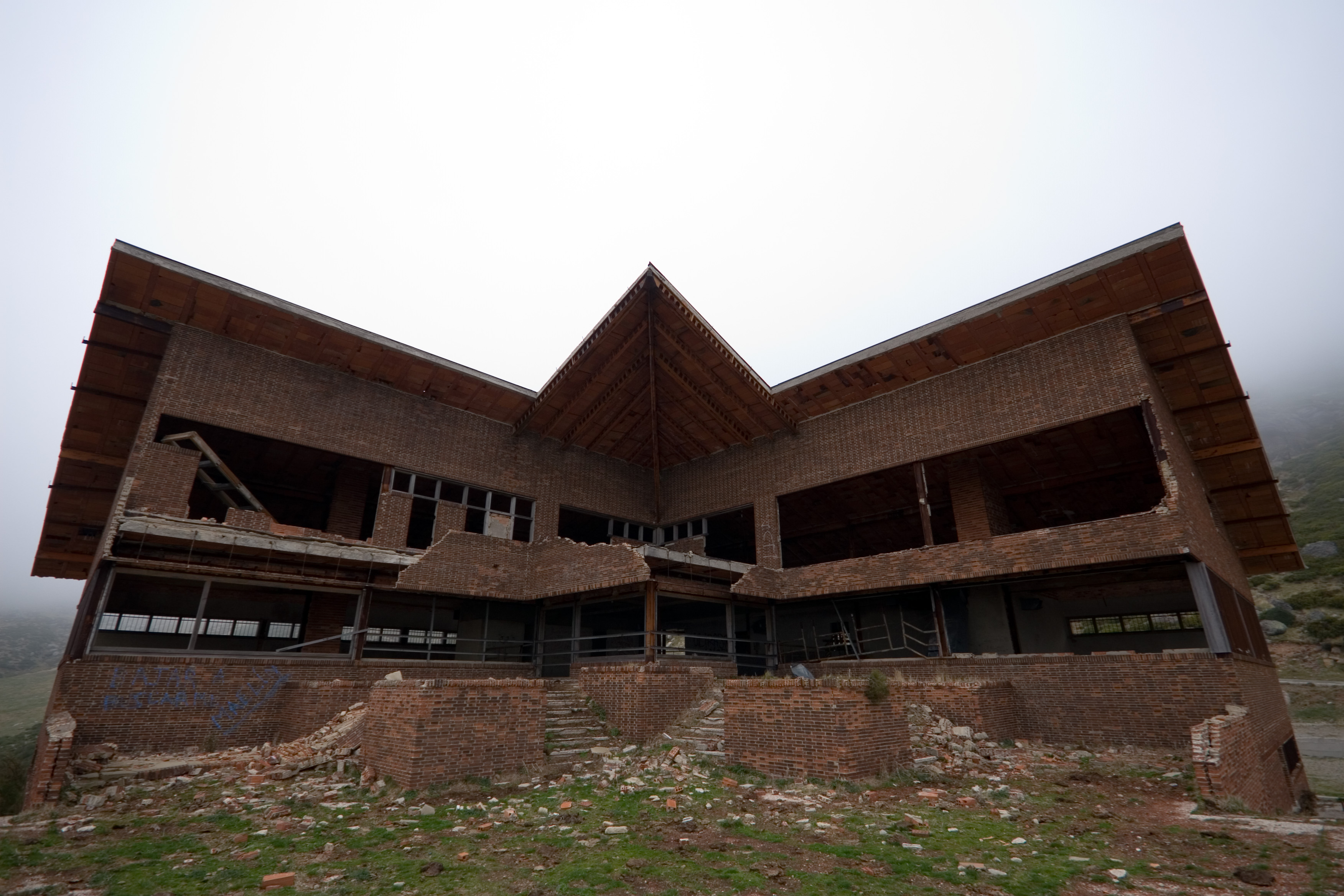
Edificio abandonado destinado a Parador de Turismo en la cima del Golobar, en avanzado estado de deterioro. Es propiedad de la Diputación de Palencia, aunque el ayuntamiento de Brañosera ha solicitado su cesión.

La historia del Golobar va ligada al proyecto de estación de esquí que la Diputación de Palencia llevó a cabo en ese paraje a finales de los años 1960, y que incluía la construcción también de un Parador de Turismo en su cima. El boom turístico de los deportes de montaña, avalado por el éxito de la cercana estación de Alto Campoo propició la idea de ubicar la instalación en este privilegiado entorno. Tras la finalización de la carretera que daba acceso al parador, cuya construcción estaba prácticamente finalizada en una explanada frente a un espectacular valle, se acometieron los primeros remontes, unos km más abajo y próximos a un gran aparcamiento con capacidad para 250 vehículos. En 1973, la crisis económica sacudió los presupuestos, y las obras, que se encontraban muy cerca de su finalización, quedaron inconclusas y abandonadas. Desde entonces, las instalaciones han sufrido un progresivo deterioro: los remontes fueron retirados por el riesgo que significaban y el edificio hotelero fue primero utilizado como refugio y después como corral de ganado, que es el uso que se le da en la actualidad. La carretera de acceso carece de mantenimiento y ha sufrido algunos desprendimientos en los últimos años.
En 2016 se presentó un proyecto para recuperar el edificio, transformándolo en un centro deportivo de alto rendimiento, que en 2017 fue trasladado al Ministerio de Educación, Cultura y Deporte.

## Uso

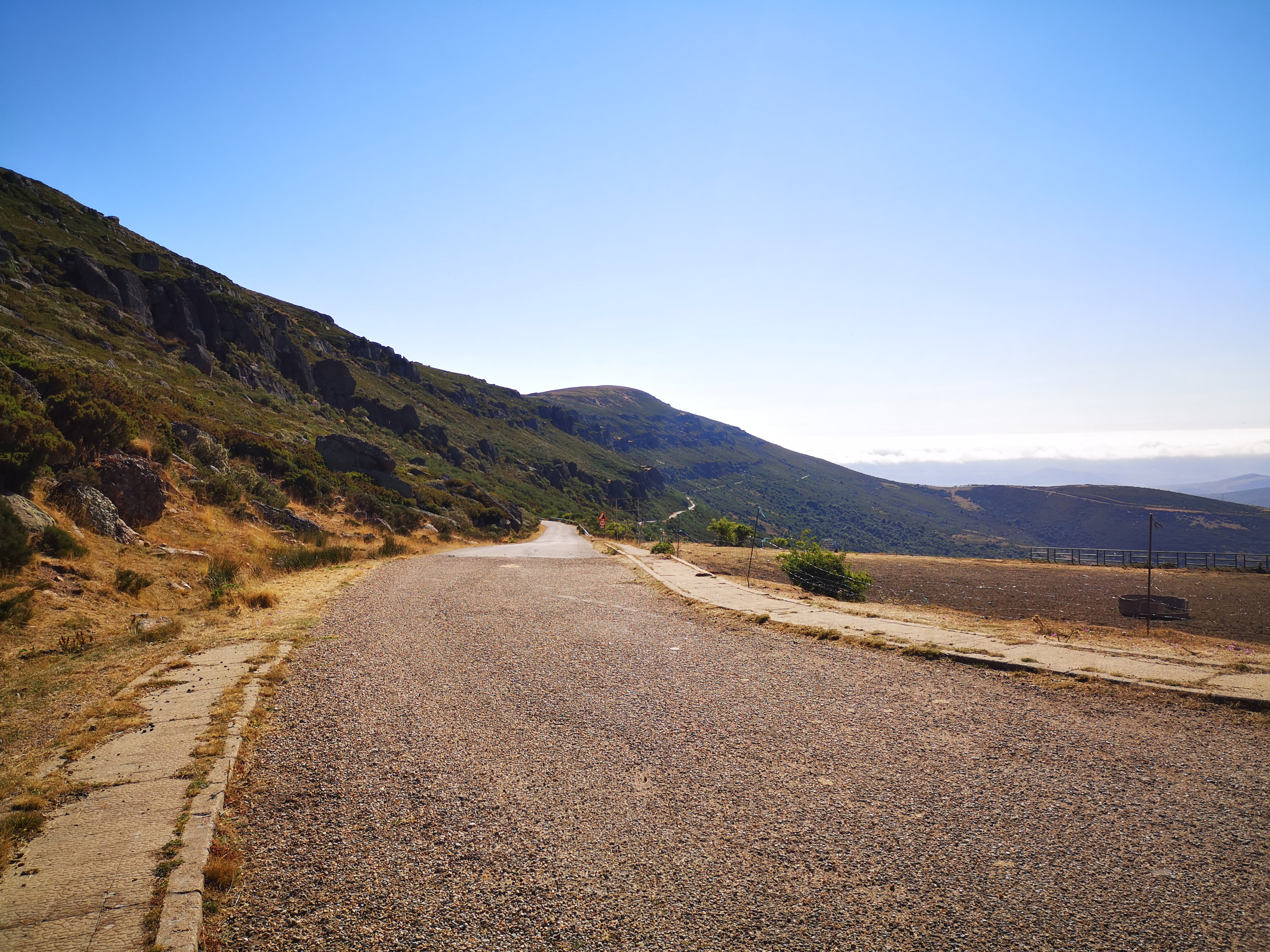
Aspecto de los últimos metros de la carretera de subida al Golobar.

La privilegiada situación del Golobar ha convertido su entorno en un lugar ideal para la disputa de diversas modalidades deportivas, especialmente el esquí, el senderismo desde su cima y el ciclismo. Es punto de partida de rutas por los parajes más visitados de la zona, como Valdecebollas, el Sestil, Sel de la Fuente, Covarrés y Fuente del Cobre. Asimismo, proporciona unas vistas privilegiadas sobre el valle de Santullán y el collado de Somahoz. Las competiciones ciclistas más importantes que visitan El Golobar son la Vuelta a Castilla y León, que contó con un final de etapa en su edición de 2008 con victoria de Alberto Contador, y la Vuelta a Palencia, donde se ha convertido en su etapa más emblemática.